# Amadea
Amadea är ett latinskt namn som är sammansatt av orden amare (älska) och deus (gud). Den maskulina formen är Amadeus.
Den 31 december 2014 fanns det totalt 16 kvinnor folkbokförda i Sverige med namnet Amadea, varav 8 bar det som tilltalsnamn
Namnsdag i Sverige: saknas

## Personer med namnet Amadea
- Amadea av Monferrato, drottning av Cypern, hustru till kung Janus av Cypern